# جيريمي هولمز
جيريمي هولمز (بالإنجليزية: Jeremy Holmes)‏ هو طبيب نفسي بريطاني، ولد في 1943.